# Спектральная мера
Спектральная мера - это отображение, определённое на {\displaystyle \sigma }-алгебре подмножеств заданного множества, значения которого являются ортогональными проекторами в  гильбертовом пространстве.

## Определение
Пусть {\displaystyle (X,M)} —  измеримое пространство, {\displaystyle H} — гильбертово пространство, {\displaystyle {\mathcal {P}}={\mathcal {P}}(H)} — множество всех ортогональных проекторов в {\displaystyle H}. 
Отображение {\displaystyle E:M\longrightarrow {\mathcal {P}}} называется спектральной мерой, если удовлетворяет следующим условиям:
1. Счетная аддитивность: если {\displaystyle \{\delta _{n}\}} - конечный или счётный набор попарно непересекающихся множеств {\displaystyle \{\delta _{n}\}\in M} и {\displaystyle \delta =\bigcup _{n}\delta _{n}}, то {\displaystyle E(\delta )=s}-{\displaystyle \sum _{n}{E(\delta _{n})}}
2. Полнота: {\displaystyle E(X)=I}

Здесь под {\displaystyle s}-{\displaystyle \lim } и {\displaystyle s}-{\displaystyle \sum } понимается предел (соотв. сумма ряда) относительно сильной операторной топологии. Например, {\displaystyle T=s}-{\displaystyle \lim T_{n}} означает, что {\displaystyle Tx=\lim T_{n}x} {\displaystyle \forall x\in H}. Для обозначения равномерной операторной сходимости (т.е. сходимости по операторной норме) мы пишем {\displaystyle u}-{\displaystyle \lim }.

С каждой спектральной мерой {\displaystyle E} можно связать скалярные меры {\displaystyle E_{x,y}}, {\displaystyle x,y\in H}. По определению {\displaystyle E_{x,y}(A)=\langle E(A)x,y\rangle }. Легко видеть, что мера {\displaystyle E_{x,x}} положительна для любого {\displaystyle x\in H}.

## Свойства спектральной меры
{\displaystyle \{\delta _{n}\},n=1,2,...}, - последовательность измеримых множеств.
1. Коммутативность: {\displaystyle E(\delta _{1})E(\delta _{2})=E(\delta _{2})E(\delta _{1})=E(\delta _{1}\cap \delta _{2})}.
2. Ортогональность: если {\displaystyle \delta _{1}\cap \delta _{2}=\varnothing }, то {\displaystyle E(\delta _{1})E(\delta _{2})=0}.
3. Монотонность: если {\displaystyle \delta _{1}\subset \delta _{2}}, то {\displaystyle E(\delta _{1})\leqslant E(\delta _{2})}.
4. Если последовательность {\displaystyle \{\delta _{n}\}} - расширяющаяся, то {\displaystyle s}-{\displaystyle \lim _{n\to \infty }E(\delta _{n})=E(\bigcup _{n}\delta _{n})}.
5. Если последовательность {\displaystyle \{\delta _{n}\}} - вложенная, то {\displaystyle s}-{\displaystyle \lim _{n\to \infty }E(\delta _{n})=E(\bigcap _{n}\delta _{n})}.

## Интеграл по спектральной мере
Пусть {\displaystyle (X,M,H,E)} - пространство со спектральной мерой.

### Случай ограниченной функции
{\displaystyle \Pi =\Pi (X,E)} - множество всех {\displaystyle E}-измеримых  простых функций на {\displaystyle X}.
{\displaystyle \delta _{1},...,\delta _{n}} - разложение пространства {\displaystyle X} на непересекающиеся подмножества, на которых функция {\displaystyle \varphi \in \Pi } постоянна и {\displaystyle c_{k}} - значение функции {\displaystyle \varphi } на {\displaystyle \delta _{k}}.
Интегралом от функции {\displaystyle \varphi \in \Pi } по спектральной мере {\displaystyle E} называется оператор {\displaystyle J_{\varphi }=\int \varphi dE=\sum _{k\leqslant n}c_{k}E(\delta _{k})}. 
Свойства:
1. {\displaystyle \langle J_{\varphi }(x),y\rangle =\int \varphi dE_{x,y}} для любых {\displaystyle x,y\in H}. Этим свойством оператор {\displaystyle J_{\varphi }} определяется однозначно.
2. {\displaystyle J_{\alpha \varphi +\beta \psi }=\alpha J_{\varphi }+\beta J_{\psi }}.
3. {\displaystyle J_{\varphi \psi }=J_{\varphi }J_{\psi }=J_{\psi }J_{\varphi }}.
4. {\displaystyle (J_{\varphi })^{*}=J_{\overline {\varphi }}}.
5. {\displaystyle J_{1}=I}.
6. {\displaystyle ||J_{\varphi }||=E}-{\displaystyle sup|\varphi |}.

{\displaystyle L_{\infty }(X,E)} - множество всех {\displaystyle E}-измеримых, {\displaystyle E}-ограниченных комплексных функций на {\displaystyle X}. 
Продолжим отображение {\displaystyle {\textbf {J}}\varphi =J_{\varphi }} с нормированной алгебры {\displaystyle \Pi (X,E)} на всей банаховой алгебры {\displaystyle L_{\infty }(X,E)}.
Интегралом от функции {\displaystyle \varphi \in L_{\infty }(X,E)} по спектральной мере {\displaystyle E} называется значение продолженного отображения {\displaystyle {\textbf {J}}} на функции {\displaystyle \varphi :J_{\varphi }=\int \varphi dE=u}-{\displaystyle \lim J_{\varphi _{n}}}, где {\displaystyle \{\varphi _{n}\}} - произвольная последовательность простых функций, сходящаяся к {\displaystyle \varphi } по норме в {\displaystyle L_{\infty }(X,E)}.
Теорема. Отображение {\displaystyle {\textbf {J}}} есть изометрический изоморфизм банаховой алгебры {\displaystyle L_{\infty }(X,E)} с единицей {\displaystyle {\textbf {1}}} и инволюцией {\displaystyle \varphi \longrightarrow {\bar {\varphi }}} на некоторую коммутативную подалгебру алгебры {\displaystyle {\textbf {B}}(H)} с единицей {\displaystyle I} и инволюцией {\displaystyle T\longrightarrow T^{*}}.
Следствия:
1. Оператор {\displaystyle J_{\varphi }} нормален.
2. Оператор {\displaystyle J_{\varphi }} самосопряжен {\displaystyle \Leftrightarrow } {\displaystyle E}-п.в. функция {\displaystyle \varphi } вещественна.
3. Оператор {\displaystyle J_{\varphi }} унитарен{\displaystyle \Leftrightarrow } {\displaystyle E}-п.в. функция {\displaystyle |\varphi (y)|=1}.

Для интеграла по спектральной мере имеет место аналог теоремы Лебега о мажорированной сходимости:
Теорема. Пусть последовательность {\displaystyle E}-ограниченных функций {\displaystyle f_{n}} почти всюду сходится к функции {\displaystyle f}. Если найдется такая константа {\displaystyle C>0}, что {\displaystyle |f_{n}|\leq C} почти всюду для любого {\displaystyle n}, то {\displaystyle \int fdE=s{\text{-}}\lim \int f_{n}dE}.

### Случай неограниченной функции
{\displaystyle S(X,E)} - пространство всех {\displaystyle E}-измеримых, {\displaystyle E}-п.в. конечных функций на {\displaystyle X}.
Каждой функции {\displaystyle \varphi \in S(X,E)} и каждому {\displaystyle n\in \mathbb {N} } сопоставим срезку {\displaystyle \varphi _{(n)}}, определенную как {\displaystyle \chi _{A}\varphi }, где {\displaystyle \chi _{A}} - характеристическая функция множества {\displaystyle A=\{x\in X:|\phi (x)|\leq n\}}. Интегралом от {\displaystyle \varphi \in S(X,E)} по спектральной мере {\displaystyle E} назовем оператор {\displaystyle J_{\varphi }=\int \varphi dE}, определенный как предел последовательности {\displaystyle \int \varphi _{(n)}dE}. Более точно, областью определения оператора {\displaystyle J_{\varphi }} служит множество таких {\displaystyle x\in H}, что последовательность {\displaystyle J_{\varphi _{(n)}}(x)} сходится, а значением - предел этой последовательности. 

Имеется эквивалентное определение: в качестве области определения оператора {\displaystyle J_{\varphi }} положим множество {\displaystyle D_{\varphi }\subset H,D_{\varphi }=\{f\in H:\int |\varphi |^{2}d\mu _{f}<\infty \}}. Для каждого {\displaystyle x\in D_{\varphi }} найдется единственный {\displaystyle y\in H} удовлетворяющий равенству {\displaystyle \langle y,z\rangle =\int \varphi dE_{x,z}} для всех {\displaystyle z\in H}, который по определению служит значением {\displaystyle J_{\varphi }(x)}. 
Свойства:
1. {\displaystyle D(\alpha J_{\varphi }+\beta J_{\psi })=D_{\varphi }\cap D_{\psi }}.
2. {\displaystyle \alpha J_{\varphi }+\beta J_{\psi }\subset J_{\alpha \varphi +\beta \psi }}.
3. {\displaystyle D(J_{\varphi }J_{\psi })=D_{\varphi \psi }\cap D_{\psi }}.
4. {\displaystyle J_{\varphi }J_{\psi }\subset J_{\varphi \psi }}.
5. {\displaystyle D(J_{\varphi }^{*})=D_{\varphi }}.
6. {\displaystyle J_{\varphi }^{*}=J_{\overline {\varphi }}}.
7. Оператор {\displaystyle J_{\varphi }} замкнут и нормален.
8. {\displaystyle {\overline {\alpha J_{\varphi }+\beta J_{\psi }}}=J_{\alpha \varphi +\beta \psi }}.
9. {\displaystyle {\overline {J_{\varphi }J_{\psi }}}={\overline {J_{\psi }J_{\varphi }}}=J_{\varphi \psi }}.

## Спектральная теорема фон Неймана

### Спектральная теорема для унитарного оператора
Теорема. Пусть {\displaystyle V} -  унитарный оператор в {\displaystyle H}, тогда существует единственная спектральная мера {\displaystyle F=F_{V}} в {\displaystyle H}, определенная на  борелевских подмножествах единичной окружности {\displaystyle \mathbb {T} } такая, что {\displaystyle V=\int _{\mathbb {T} }zdF(z)}.

### Спектральная теорема для самосопряжённого оператора
Теорема. Пусть {\displaystyle A} -  самосопряженный оператор в {\displaystyle H}, тогда существует единственная спектральная мера {\displaystyle E=E_{A}} в {\displaystyle H}, определённая на борелевских подмножествах в {\displaystyle \mathbb {R} } такая, что {\displaystyle A=\int _{\mathbb {R} }sdE(s)}.

### Спектральная теорема для нормального оператора
Теорема. Пусть {\displaystyle T} -  нормальный оператор в {\displaystyle H}, тогда существует единственная спектральная мера {\displaystyle E=E_{T}} в {\displaystyle H}, определенная на борелевских подмножествах в {\displaystyle \mathbb {C} } такая, что {\displaystyle T=\int _{\mathbb {C} }zdE(z)}.

## Применения к эволюционным уравнениям в гильбертовом пространстве
- Уравнение Шредингера: {\displaystyle {\frac {du}{dt}}+iAu=0} с начальным условием {\displaystyle u(0)=f}, где {\displaystyle A} - самосопряженный оператор. Решением будет {\displaystyle u(t)=U(t)f}, где {\displaystyle U(t)=e^{-iAt}=\int e^{-ist}dE(s)}, {\displaystyle E=E_{A}} - спектральная мера оператора {\displaystyle A}.
- Параболическое уравнение: {\displaystyle {\frac {du}{dt}}+Au=0} с начальным условием {\displaystyle u(0)=f}, где {\displaystyle A} - самосопряженный положительный оператор. Решением будет {\displaystyle u(t)=T(t)f}, где {\displaystyle T(t)=e^{-At}=\int e^{-st}dE(s)}, {\displaystyle E=E_{A}} - спектральная мера оператора {\displaystyle A}.